# شريف شحاتة
شريف شحاتة (12 يوليو 1982 -) هو مؤلف وداعية مصري.

## حياته ونشأته
شريف محمد على شحاتة 12 يوليو 1982، بكالوريوس من كلية العلوم جامعة القاهرة قسم فيزياء، حصل علي دبلومة من معهد الدراسات الاسلامية بجامعة الأزهر، ودراسات العليا بكلية دار العلوم جامعة القاهرة، متزوج ولدية ابن.

## مسيرته
هو معد ومقدم برامج بالقنوات الفضائية المصرية والعربية، وكاتب لعدد من الإصدارت والمؤلفات.
عمل مذيعا في:
- برنامج شباب زينا قناة المحور.
- برنامج ليطمئن قلبى قناة المحور.
- برنامج لبيك ربى قناة المحور.
- برنامج جوهر الحياة القناة الفضائية المصرية.
- برنامج هنعيشها صح قناة الناس.
- برنامج صفقات رابحة قناة أعمال.
- برنامج دعوة للتحدى قناة الناس.
- برنامج أحلى رمضان قناة الرحمة.
- برنامج أسرار العظماء قناة النجاح.
- برنامج رحلة قلب قناة الناس الفضائية.
- برنامج حكاية حياة قناة النهار.[8]

## مؤلفاته[9][10]
- كتاب أحلي رمضان.
- كتاب هنعيشها صح .
- كتاب شد الرحال إلى الله .
- كتاب أنا الفقير إليك .
- كتاب حين تصفو القلوب .
- كتاب قلب يحب الحبيب.
- موسوعة إلى الأخلاق من جديد .
- كتاب امرأة بدرجة امتياز .
- كتاب سبحات في أيام الله .
- كتاب ليطمئن قلبى .
- كتاب رحلة المليون .
- كتاب شباب ناجح جدا .
- كتاب أحلى حياة .